# Rincón de Ademuz
Die Comarca Rincón de Ademuz ist eine der 16 Comarcas in der Provinz Valencia der Valencianischen Gemeinschaft.
Sie ist eine Exklave und liegt zwischen der aragonesischen Provinz Teruel (Nordwesten bis Südosten) und der kastilischen Provinz Cuenca (Westen bis Süden).
Die Comarca ist gebirgig, die vom Fluss Túria (in der Comarca Río Blanco genannt) durchflossen wird.
Es wird eine vielseitige Landwirtschaft betrieben mit Getreide-, Gemüse-, Viehfutteranbau, Viehzucht und Forstwirtschaft.
Die im Nordwesten gelegene Comarca umfasst 7 Gemeinden auf einer Fläche von 370,22 km².

## Gemeinden
| Gemeinde                 | Einwohner (2024) | Fläche km² | Dichte Einw./km² | Cod INE | Postleitzahl |
| ------------------------ | ---------------- | ---------- | ---------------- | ------- | ------------ |
| Ademuz                   | 1.004            | 100,42     | 10               | 46001   | 46140        |
| Casas Altas              | 139              | 15,95      | 9                | 46087   | 46147        |
| Casas Bajas              | 167              | 22,65      | 7                | 46088   | 46146        |
| Castielfabib             | 287              | 106,29     | 3                | 46092   | 46141        |
| Puebla de San Miguel     | 51               | 63,58      | 1                | 46201   | 46140        |
| Torrebaja                | 391              | 4,72       | 83               | 46242   | 46143        |
| Vallanca                 | 131              | 56,61      | 2                | 46252   | 46145        |
| Comarca Rincón de Ademuz | 2.170            | 370,22     | 6                | –       | –            |

## Bibliografie
- Eslava Blasco, Raúl: Ademuz y su patrimonio histórico-artístico. Ademuz, 2007.
- Eslava Blasco, Raúl: Vallanca y su patrimonio histórico-artístico religioso. Vallanca, 2006.
- Gargallo Gil, J.E.: Habla y cultura popular en el Rincón de Ademuz. Madrid, 2004.
- Rodrigo Alfonso, Carles: El Rincón de Ademuz, análisis comarcal. Valencia, 1998.
- ABABOL. Revista del Instituto Cultural y de Estudios del Rincón de Ademuz (ICERA), dirigida per Ángel Antón Andrés i publicada trimestralment a Ademús des de 1995.

Koordinaten: 40° 5′ N, 1° 17′ W